# Poltys kochi
Poltys kochi är en spindelart som beskrevs av Eugen von Keyserling 1864. Poltys kochi ingår i släktet Poltys och familjen hjulspindlar. Inga underarter finns listade i Catalogue of Life.